# Деклейр, Ян
Ян Деклейр (нидерл. Jan Decleir), полное имя — Ян Аманда Гюстаф Деклейр (нидерл. Jan Amanda Gustaaf Decleir; род. 14 февраля 1946 в Ниле во Фландрии) — бельгийский актёр и художник.

## Биография

### Образование
В начале шестидесятых годов он учился в Академии художеств в Антверпене. Потом он поступил в театральную школу города Антверпена: Студио Германа Терлинка (нидерл. Studio Herman Teirlinck). С 1992 до 1997 года он также был руководителем и преподавателем в этой театральной школе.

### Карьера
Деклейр дебютировал как актёр в 1971 году в картине режиссёра Фонса Радемакерса «Мира» (нидерл. Mira). Там он играл сына фермера вместе с Виллеке ван Аммелрой. В 1974 году снялся в главной роди в фильме «Призывник». В театральном мире он приобрёл известность благодаря участию в группе «Новая Международная Сцена» (нидерл. Internationale Nieuwe Scène), где он играл в театральной пьесе «Мистерия-Буфф» Дарио Фо. Затем он несколько лет посвятил монологам того же Дарио Фо, с которыми он выступал по всей стране. В 1976 году он пробился на телевизионный экран с его ролью в сериале «Sil de Strandjutter».
Детям Деклейр наиболее известен как Синтаклаас из детской программы «Здравствуй, Синтаклаас» (нидерл. Dag Sinterklaas) (1993) на бельгийском телеканале КЭТНЭТ. С 2003 года Деклер ежегодно берёт на себя роль Синтаклааса в программе на телеканале VRT «Hij komt, hij komt… De intrede van de Sint», которую транслируют в период праздника святого Николая (5 декабря в Нидерландах и 6 декабря в Бельгии). В 2005 году Деклейр играл в голландском семейном фильме «Het paard van Sinterklaas» и его продолжении «Waar is het paard van Sinterklaas?». Он также исполнил роль короля Иосифа в серии «Kulderzipken».
В 1993 году Деклейр добился ещё больше известности с его ролью в фильме «Данс» (нидерл. Daens), которая стояла в списке номинантов на кинопремию «Оскар». Деклейр также играл в фильме режиссёра Майкa ван Димa «Характер» (нидерл. Karakter), которому в 1997 году присудили премию «Оскар» в категории «Лучший иностранный фильм». В 2003 году он сыграл роль наёмного убийцы, который страдает от болезни Альцгеймера в фильме «Синдром Альцгеймера» (нидерл. De zaak Alzheimer).
В 2005 году он сыграл роль генерала в серии «De Kavijaks», которую показывали на голландских и фламандских телеканалах. В этой серии также играли его дети Енне Деклейр (1977) и Софи Деклейр (1970) в главных ролях. Из-за обязательств в театре Деклейр отказался от роли в фильме Бонд «И целого мира малo» (англ. The World is Not Enough). Он также отказался от роли в последнем фильме режиссёра Стэнли Кубрика «С широко закрытыми глазами (1999)» (англ. Eyes Wide Shut).

### Живопись
Деклейр не только известен как актёр в мире кино и театра, но и как живописец в артистическом мире. В 2002 году он выставил свои первые художественные работы в галерее «Чёрная Пантера» (нидерл. Zwarte Panter) под загадочным именем «Ван лидервелде» (нидерл. Van liedervelde). В 2006 году Деклейр начал сотрудничество с Фредом Бервутсом и с Хюго Клаусом, из которого последовала выставка под названием «Трицветие» (нидерл. Driekleur).
Вдохновение для своего искусства Деклейр находит в ежедневной жизни. Его стилю характерно то, что его картины образуются спонтанным образом. В его современный стиль входят такие элементы как извилистые линии, яркие цвета и театральные названия картин. Стиль Деклейра можно отнести к категории экзистенциального экспрессионизма.

## Награды
За свою работу Деклейр получил немало наград. Фильмы «Характер» и «Антония» получили премию «Оскар» в категории Лучшего иностранного фильма. Фильм « Данс» был номинантом в той же категории. На кинофестивале в Монреале он получил награду за лучшую мужскую роль в фильме «Off Screen». На Фестивале голландского кино в Утрехте, он получил премию Золотого Телёнка за заслуги для голландского фильма. В ноябре 2005 года Деклейр получил награду от Ассоциации фламандской кинопрессы за его творчество. В 2008 году он получил награду за лучшую мужскую роль на Международном кинофестивале в Тибуроне (Калифорния, США) за свою роль в бельгийском фильме «Man zkt vrouw (2007)».
В 2005 году он занял тринадцатое место в фламандском варианте выборов Величайшего бельгийца. В 2011 году он отказался от золотой медали фламандского сообщества. Деклейр дал познать, что награды для него не важны, так как политики, которые организуют такие события, за исключением некоторых, почти никогда не посещают театр или премьеру нового фильма.
7 апреля 2011 года он получил от университета Антверпена степень почётного Доктора. В мае 2013 года он получил премию фламандского сообщества за культурные заслуги.

## Личная жизнь
Деклейр является сыном Рика Деклейра и Каро Хойк. У него есть сестра Рейнилде Деклейр (1948—2022), которая тоже снималась в кино. Его брат Дирк Деклейр (1942—1974) также был актёром, погиб в автокатастрофе.
С 1970 до 1973 Ян Деклейр был женат на Кристиан Дамс. В 1970 родилась первая дочь Деклейра, Софи, которая также выбрала путь актрисы.
В 1977 у Яна Деклейра и у его второй жены Каролин ван Гастел (нидерл. Caroline van Gastel) родился сын: Енне Деклейр (нидерл. Jenne Decleir). Он является бельгийским актёром и музыкантом.
В 1990 родился актёр Флор Деклейр (нидерл. Flor Decleir). Он сын Яна Деклейра и актрисы Брит Ален (нидерл. Brit Alen). В 2006 году Ян Деклейр женился в третий раз на голландке Брехье Лауард (нидерл. Brechtje Louwaard).

## Фильмография
- Сюрприз (2015) (нидерл. De Surprise)
- Новая земля (2011) (нидерл. Nova Zembla)
- Марике, Марике (2010) (нидерл. Marieke, Marieke)
- Лофт (2008) (нидерл. Loft)
- Где лошадь Санта Клауса? (2007) (нидерл. Waar is het paard van Sinterklaas?)
- Man zkt vrouw (2007)
- Крестоносец в джинсах (нидерл. Kruistocht in spijkerbroek)
- Лошадка для Винки (2005) (нидерл. Het paard van Sinterklaas)
- Синдром Альцгеймера (2003) (нидерл. De zaak Alzheimer)
- Розенштрассе (2003) (нем. Rosenstraße)
- Глазами убийцы (1999) (англ. Shades)
- Молокаи. История отца Дэмиена (1999) (англ. Molokai: The Story of Father Damien)
- Характер (1997) (нидерл. Karakter)
- Kulderzipken (1995)
- Антониа (1995) (нидерл. Antonia)
- Данс (1992) (нидерл. Daens)
- Призывник (1974) (нидерл. De Loteling)
- Мира (1971) (нидерл. Mira)